# MBB 223 フラミンゴ
MBB 223 フラミンゴ
- 用途：軽飛行機、練習機
- 製造者：SIAT、CASA
- 初飛行：1967年3月1日

 MBB 233 フラミンゴは、1960年代にドイツで国の航空クラブで採用する標準練習機の競争に応じて開発された2座席軽飛行機である。SIATにより設計されたこの機種は、前輪式の降着装置を装備した保守的な低翼単葉機で、操縦席は大きなバブルキャノピーで覆われていた。1970年に会社がMBBに買収される前には、この機種はまだそれほど多くは生産されていなかった。結局MBBはこの機種の製造をスペインのCASAに移管した。
アクロバット飛行が可能な単座モデルや4座多用途機も開発された。

## 派生型
- Model 223A-1 フラミンゴ トレイナー A1 – 2座又は4座の練習機。149kW (200hp) のアブコ・ライカミング IO-360エンジン装備。
- Model 223K-1 フラミンゴ トレイナー K1 – 単座アクロバット機。149kW (200hp) のアブコ・ライカミング IO-360エンジン装備。
- Model 223T-1 フラミンゴ トレイナー T1 – ターボチャージャー付157kW (210hp) のアブコ・ライカミング IO-360-C1A6Dエンジン装備。1機のみ。
- Model 223M4 – Model 223T-1 フラミンゴ トレイナー T1に後にポルシェ PFM3200エンジン装備を装備。1機のみ。

## 運用例

### 民間
- - Swissair

### 軍事用
- シリア
  - シリア空軍
- トルコ

## 要目
- 全長：7.43m
- 全幅：8.28m
- 全高：2.70m
- 空虚重量：685kg
- 最大離陸重量：1,050kg
- エンジン：アブコ・ライカミング IO-360 レシプロエンジン 1基　200hp
- 最大速度：152mph (243km/h)
- 航続距離：1,150 km (717 miles)
- 巡航高度：3,750 m (12,300 ft)
- 乗員：2名